# Coalició d'Independents per Andorra la Vella
Coalició d'Independents per Andorra la Vella (Coalición De Independientes por Andorra la Vieja en español) es un partido político andorrano de carácter parroquial o municipal. 
Su fundadora fue María Rosa Ferrer Obiols, antes pertenecía al PS.Se constituyó como partido en el año 2011, unos meses antes de las elecciones parroquiales. Ganaron las elecciones y Andorra la Vieja fue el único municipio que no fue gobernado por Demócratas por Andorra. Firmaron un acuerdo para presentarse junto con DA. María Rosa Ferrer Obiols fue nombrada ministra de Salud en 2015.Jordi Ramón Minguillón Capdevila sucedió a María Rosa Ferrer Obiols. 
Demócratas por Andorra llegó al poder en el 2015. La fundadora del partido dimitió como ministra en el 2016, ya que rompieron su pacto con Demócratas. 

Se sitúa en el centro político. 
- Datos: Q20105216